# Rwanda na Letnich Igrzyskach Olimpijskich 1988
Rwandę na Letnich Igrzyskach Olimpijskich 1988 reprezentowało 6 zawodników. Był to 2. start reprezentacji Rwandy na letnich igrzyskach olimpijskich.

## Skład kadry

### Lekkoatletyka
Kobiety
- Daphrose Nyiramutuzo

1500 metrów - odpadła w eliminacjach
3000 metrów - odpadła w eliminacjach
- Marcianne Mukamurenzi - maraton - 38. miejsce
- Apollinarie Nyinawabéra - maraton - 50. miejsce

Mężczyźni
- Eulucane Ndagijimana

800 metrów - odpadł w eliminacjach
1500 metrów - odpadł w eliminacjach
- Mathias Ntawulikura - 5000 metrów - odpadł w eliminacjach
- Telesphore Dusabe - maraton - 78. miejsce